# Kuji-In
Kuji-In (九字印), Els segells de les nou síl·labes és una forma especialitzada de meditació budista. Es deriva de les Nou Assemblees Mandala de l'Univers Diamant, del budisme Shingon. També és utilitzat per altres sectes budistes, especialment al Japó; alguns daoistes i practicants del xintoisme i religions tradicionals xineses; i en màgia folklòrica per tot arreu de l'est d'Àsia.
Tècnicament, la paraula "Kuji-in" es refereix únicament a les postures de les mans (mudra) i els seus encantaments (mantra). N'hi ha una pràctica relacionada que consisteix a fer nou talls, cinc horitzontals i quatre verticals, alternant, en l'aire amb dos dits o sobre paper amb una broca fina. Aquesta pràctica és anomenada "Kuji-Kiri", i significa literalment "Nou talls de síl·labes", encara que el seu significat contextual és "Destrucció dels nou segells". En la màgia folklòrica japonesa i l'Onmyodo, els nou talls es fan normalment sobre algun escrit o una imatge, per a obtenir el control d'aquest objecte u home representat. D'aquesta manera, un mariner que vulgui protegir-se d'ofegar-se podria escriure aquests encantaments sobre el kanji que signifiqui "mar" o "aigua".
La pràctica del Kuji-in simbolitza que totes les forces de l'univers estan unides contra el mal; per això, era utilitzat com a "amulet de sort" per la gent normal quan viatjava, especialment a les muntanyes.

## Significats enNinjutsu
El Kuji-in no té cap relació única amb el Ninjutsu però les tradicions ninja es basen en les creences budistes esotèriques, especialment Mikkyo. el Kuji-in és utilitzat en algunes de les seves meditacions, tant a les simplement relacionades amb les seves pràctiques religioses com a les que s'ocupen de les arts marcials en si; en algunes de les seves formes s'utilitzen de manera similar a les idees Taoistes en les arts marcials xineses internes (algunes d'aquestes idees són incloses a moltes arts japoneses, incloent Ninjutsu i Jujutsu. Les interpretacions del Kuji in són:
```
∗ Rin - la Força
∗ Pyō / Hyō - El Canal (en sentit de mig)
∗ Tō - Harmonía
∗ Sha - Curació
∗ Kai - Sentit de perill; intuïció
∗ Jin - La lectura de pensaments.
∗ Retsu - Control d'espai i de temps
∗ Zai - Cel o elements de control.
∗ Zen - La il·luminació.
```